# Investidura presidencial de Andrés Pastrana

## Posesión presidencial de Andrés Pastrana

### Contexto político previo a la posesión
En 1998 Colombia salía de una situación crítica: el gobierno liberal de Ernesto Samper (1994–1998) dejó las finanzas del país “en quiebra” –como reconoció el nuevo ministro de Hacienda Juan Camilo Restrepo, quien dijo que habían “raspado la olla” al verificar la realidad fiscal En lo militar, el traspaso de mando ocurrió apenas horas después de una gran ofensiva guerrillera (más de 200 muertos) que evidenciaba la urgencia de la paz Políticamente, la elección de junio de 1998 fue muy reñida: en la primera vuelta Pastrana (Partido Conservador) obtuvo el 34,3% de los votos contra 34,5% de Horacio Serpa (Liberal) lo que forzó una segunda ronda el 21 de junio en la cual Pastrana resultó electo.  El propio Pastrana había centrado su campaña en la paz y la “reconciliación nacional”, prometiendo abrir diálogos con las guerrillas.

### Acto de posesión: lugar, hora y protocolo
La ceremonia oficial se celebró el 7 de agosto de 1998 en la Plaza de Bolívar de Bogotá (frente al Capitolio Nacional), en un acto solemne con estricto protocolo.  Debido a razones de seguridad, la plaza fue cercada por kilómetros alrededor y sólo aproximadamente 3.000–3.500 invitados oficiales (más unos 500 periodistas) pudieron acceder tras pasar controles de seguridad  La ceremonia inició alrededor de las 3:30 p.m. (media hora tarde sobre lo previsto), momento en que Andrés Pastrana se convirtió simbólicamente en el último presidente colombiano del siglo XX.  En un estrado frente a la puerta de ingreso al Capitolio, Pastrana juró el cargo ante el presidente del Congreso, Fabio Valencia Cossio, repitiendo el juramento constitucional.  Inmediatamente después de jurar, él mismo se colocó la banda presidencial (la misma que en 1970 llevó su padre, el expresidente Misael Pastrana Borrero) En la solapa del traje todos los asistentes lucían un lazo verde como símbolo de la paz en Colombia.

### Temas del discurso inaugural
El discurso de toma de posesión de Pastrana, de unos 30 minutos de duración, puso a la paz nacional en el centro de su agenda.  Según la prensa, sus ejes anunciados fueron “una estrategia de paz, ligada a una nueva política social, la reforma política y un ajuste económico”.  Pastrana reiteró su disposición a dialogar con las FARC y propuso la creación de un “Fondo para la Paz” financiado por el gobierno, la cooperación internacional y hasta bonos de contribución obligatoria para los más acomodados. Otros temas centrales en su discurso fueron la lucha contra el narcotráfico, la modernización de los partidos políticos y la erradicación de la corrupción Pastrana enfatizó que quería “pasar a la historia como el gobernante más limpio de Colombia”  Advirtió que recibía “un país con sus indicadores económicos gravemente deteriorados” y comprometió un “esfuerzo económico… dirigido a la urgente generación de empleo” aunque no detalló medidas específicas más allá de un próximo ajuste fiscal.